# 사랑은 가고 세월만 남아
"사랑은 가고 세월만 남아"는 1969년 공개된 대한민국의 영화이다.

## 배역
- 최은희
- 신영균
- 황해
- 황정순
- 전양자
- 최성호
- 김신재
- 강민호
- 전숙
- 조덕성
- 지방열
- 김웅
- 성소민
- 임성포
- 유우숙
- 한상희
- 박노식 ... (우정출연)